# Cal Duc (Alella)
Cal Duc és un edifici d'Alella (Maresme) protegit com a Bé Cultural d'Interès Local.

## Descripció
Es tracta d'un edifici civil de planta baixa i dos pisos. Cobert amb una teulada de quatre vessants, en el centre de la qual se situa una petita torre llanterna. La construcció és de planta quadrada i es destaquen els dos porxos laterals sostinguts amb columnes de ferro colat que també és utilitzat per a les baranes. Cal també destacar el tractament de la cornisa, sostinguda per mènsules decorades i amb esgrafiats que les separen, així com les antefixes que decoren la part superior de la teulada.
A cada porxo s'obren dos quadrifolis.
En conjunt resulta una casa senyorial envoltada per un gran jardí.

## Història
El primer propietari que feu construir la casa fou Juana Luring Grand-Gerard. A partir d'aleshores es coneix amb el nom de Ca la Madame.